# Meliphilopsis melanandra
Meliphilopsis melanandra är en biart som beskrevs av Roig-alsina 1994. Meliphilopsis melanandra ingår i släktet Meliphilopsis och familjen långtungebin. Inga underarter finns listade i Catalogue of Life.